# Ádám Borbély
Ádám Borbély (ur. 22 czerwca 1995 w Debreczynie) – węgierski piłkarz ręczny, bramkarz, od 2019 zawodnik Tatabánya KC.

## Kariera klubowa
Piłkę ręczną zaczął trenować w rodzinnym mieście, następnie przeszedł do Veszprém KSE. W latach 2014–2016 przebywał na wypożyczeniach w Balatonfüredi KSE i Tatabánya KC. W barwach obu tych klubów grał w  Pucharze EHF. W sezonie 2016/2017, po powrocie do Veszprém, był jego trzecim bramkarzem, broniąc w lidze węgierskiej (rozegrał w niej 12 meczów) oraz w Lidze SEHA.
W lipcu 2017 został zawodnikiem Wisły Płock, z którą podpisał dwuletni kontrakt. Zadebiutował w niej 2 września 2017 w wygranym meczu Superligi ze Spójnią Gdynia (39:23).  W sezonie 2017/2018 rozegrał w najwyższej polskiej klasie rozgrywkowej 21 spotkań, w których bronił ze skutecznością 35,7% (128/359), co było najlepszym wynikiem w lidze. Ponadto wystąpił w 14 meczach Ligi Mistrzów. W sezonie 2018/2019 rozegrał w Superlidze 22 spotkania, w których bronił ze skutecznością 34,2% (97/187), zaś w Lidze Mistrzów wystąpił 14 razy.
W lipcu 2019 został zawodnikiem Tatabánya KC, z którym podpisał roczny kontrakt.

## Kariera reprezentacyjna
Podczas mistrzostw świata U-19 na Węgrzech w 2013 był podstawowym bramkarzem reprezentacji Węgier U-19 – wystąpił w dziewięciu meczach, w których bronił ze skutecznością 39% (89/229). W 2014 uczestniczył w mistrzostwach Europy U-20 w Austrii, w których bronił ze skutecznością 34% (45/131).
W reprezentacji seniorów zadebiutował w 2016. Powołany był do szerokiej kadry Węgier na mistrzostwa świata seniorów we Francji (2017). W 2018 uczestniczył w mistrzostwach Europy w Chorwacji, podczas których był zmiennikiem Rolanda Miklera i bronił ze skutecznością 6% (1/16).